# Plaza de toros de Zufre
La plaza de toros de Zufre es un edificio histórico de la localidad de Zufre, en la provincia de Huelva, y que data de finales del siglo XIX. El edificio es de propiedad municipal y se encuentra en uso.

## Características
El edificio fue construido entre 1879 y 1886, siendo sometido a una remodelación en el año 2009. La construcción fue realizada en fábrica de mampostería de piedra. La plaza de toros está estrechamente vinculada con la forma urbana y la escarpada topografía de Zufre, siendo esta una edificación de trazado semicircular con un lado recto al norte.